# Жорстокі світанки
Жорсто́кі світа́нки (англ. The Cruel Dawn) — військова мелодрама 1966 року зфільмована українською діаспорою Канади за романом Степана Любомирського «Новий шлях». Стрічка присвячена усім, хто віддали своє життя за волю України.

## Синопсис
1946 рік, Західна Україна палає у полум'ї безкомпромісної і жорстокої боротьби Української Повстанської Армії з совєтами. Повстанські агенти проникають до червоних офіцерів. У місцеву дівчину Марію, яка є зв'язковою УПА та працює кельнеркою у офіцерській кав'ярні при будинку офіцерів, закохується капітан Верета. Дівчина розв'язує капітану очі на те, що коїться навколо. Після довгих вагань він приєднується до повстанців.

## У ролях
- Микола Носовенко — капітан Верета
- Віра Борисенко — Марія
- Іван Ґонтар — сотник УПА «Вусач»
- Михайло Сеник — майор Аркадій Бісенко
- Іван Красний — полковник
- Сергій Багню — майор